# 日高亮
日高 亮（ひだか りょう、1990年7月19日 - ）は、大分県佐伯市出身の元プロ野球選手（投手）。左投左打。

## 来歴

### プロ入り前
大分県佐伯市立色宮小学校では5年生から色宮少年野球クラブで投手として野球を始めた。佐伯市立米水津中学校時代は軟式野球部に所属した。
日本文理大附高では1年の秋からベンチ入りを果たし、2年秋の県南リーグではノーヒットノーランを記録した。
2008年（3年春）は34年ぶりに大分県大会で優勝したが、九州大会では初戦敗退。大分大会では初戦の2回戦で大分高校に初回の3安打で2失点したものの2回以降無安打13奪三振の投球を見せて最速144km/hも記録した。チームは次の3回戦で敗退し、甲子園出場は叶わなかった。
2008年度ドラフト会議にて東京ヤクルトスワローズから4位指名を受け、契約金3500万円、年俸480万円（金額は推定）で入団。

### ヤクルト時代
2009年（1年目）は二軍で過ごした。5月14日のイースタン・リーグ対読売ジャイアンツ戦で6回2点ビハインドから2番手として二軍公式戦に初登板し、1回を無失点に抑えた。7月7日の対東北楽天ゴールデンイーグルス戦で二軍初先発を果たした。9月14日の対楽天戦で二軍初勝利を挙げた。中継ぎ9試合で防御率1.88、WHIP1.19、先発は3試合いずれも3回までに降板し、3試合で8回を投げ防御率16.88だった。
2010年（2年目）も一軍登板がないまま終わった。開幕から二軍公式戦に出場していたが、5月9日を最後に長期欠場。左肘の骨髄浮腫に悩まされた。8月4日のイースタン・リーグ対埼玉西武ライオンズ戦に2番手で登板して実戦復帰を果たした。この年の二軍戦は全てリリーフの登板で故障前の成績は10試合で防御率4.40、WHIP1.47、故障明けの11試合は防御率11.12、WHIP1.85だった。10月12日のみやざきフェニックスリーグ対中日ドラゴンズ戦で2番手で7回2点リードから登板し、CSの調整で出場した和田一浩、森野将彦ら主力相手に3回1失点と好投し注目された。
2011年、春季キャンプでは浦添市の一軍キャンプに召集され、オープン戦で結果は出なかったが開幕一軍となった。4月12日の対読売ジャイアンツ戦で8回4点ビハインドから3番手としてプロ初登板を果たし、先頭の坂本勇人から空振り三振を奪ったが、2安打1四球で一死満塁として迎えた高橋由伸のファーストゴロをジョシュ・ホワイトセルがフィルダースチョイスして1失点、続く長野久義のライト前2点タイムリーヒットで途中降板となった。代わった橋本義隆が併殺に抑えた事でデビュー戦成績は0回1/3を投げ3安打1四球3失点だった。4月15日の対横浜ベイスターズ戦で8回1点リード二死一二塁のホールド機会から4番手で登板し、迎えた金城龍彦にシンカーを左中間へ運ばれ、逆転のスリーランホームランで救援失敗しチームは開幕3連敗となった。4月23日に二軍へ降格した。二軍では6月まで防御率6.00と苦しんだが、7月以降は2試合の先発を含めて防御率2.84と好調だったため、9月9日に一軍へ昇格。9月10日の対阪神タイガースで6回4点リード一死一二塁から3番手で登板し、代打狩野恵輔を空振り三振、小宮山慎二をセカンドゴロに打ち取り、プロ入り初ホールドを記録した。9月27日に本拠地明治神宮野球場で行われた対阪神戦で5回1点ビハインドから2番手で登板し、3番からの打線に走者を三塁に進めながらも無失点で切り抜け、6回を3者凡退に抑えると、同裏に代打・川島慶三の同点タイムリー安打、川端慎吾の満塁本塁打による5点の援護でプロ入り初勝利を手にした。初の3連投となる10月3日の対横浜戦では5回同点二死一三塁から登板し、内藤雄太をセカンドゴロに抑え、6回に2点の援護を貰いシーズン2勝目を挙げた。一軍では主に僅差のビハインドからのワンポイントリリーフとして起用された。CSはファーストステージの第1戦、第2戦でベンチ入りを果たしたが登板機会がなく10月31日に抹消された。
2012年は開幕からレギュラーシーズン終了まで一軍に在籍し、主に同点や僅差ビハインドから登板する中継ぎとしてチーム最多66試合(リーグ4位)に登板し、3勝15ホールドを挙げ、防御率2.98と自己記録を更新した。走者がいる場面からの登板が24試合(得点圏19試合)と多く、39人の走者を背負って生還させたのは7人だった。4月4日の対阪神戦で8回1点リード無死一三塁から登板し、走者の二盗で一死二三塁とすると俊介にスクイズを決められ同点に追いつかれるなど、4月前半は僅差の場面で4度救援失敗と不調だったが、4月19日の対阪神戦で8回1点ビハインドからクリーンナップの鳥谷敬、新井貴浩、クレイグ・ブラゼルを3連続の空振り三振に抑えたのを境に、4月22日から3試合連続ホールドを記録するなど調子を上げ、10試合連続無失点を達成して一軍に定着した。5月19日の対オリックス・バファローズ戦で延長11回同点から登板し、2者凡退後に李大浩に敬遠気味の四球を出した所で降板させられ、代わった増渕竜義が走者一掃の二塁打を打たれたため自身の連続無失点も止まり、プロ入り初黒星を喫した。7月11日対横浜DeNAベイスターズ戦で3点ビハインド一死一塁から登板し2者を打ち取り、5点の援護でシーズン1勝目を手にすると、続く7月12日からは再び3連続ホールドを記録した。7月9日時点では35登板で防御率1.63と新人王候補に挙がっていた。7月の後半から調子を崩したことで8月は主にビハインドからの登板となった。9月6日の対横浜戦では6回同点二死一三塁から登板してフライに打ち取り6回を切り抜け、2点の援護を貰って7回も無失点に抑えた所で降雨コールドとなりシーズン2勝目を挙げた。9月28日の対阪神戦では8回同点から登板して3者凡退に抑え、3点の援護により自身初となるシーズン3勝目を挙げた。クライマックスシリーズファーストステージでは唯一10月13日第1戦に7回2点ビハインドから登板したが、先頭から2安打1四球で無死満塁とし1アウトも取れないまま降板させられ、代わった松岡健一が走者を全て生還させ3失点となった。
同年は3連投以上が5度、6月20日から7月1日までは9連投、5試合間を空けて7月8日から7月14日まで5連投と酷使された。なおチーフ兼投手コーチは荒木大輔、監督は小川淳司だった
。
2013年は開幕を一軍で迎え、3月29日の対阪神戦で6回1点ビハインド2死一二塁から登板してゴロで切り抜け、7回は2安打で二死一二塁とした所で降板させられ、代わった松岡健一に走者を返され2失点となった。4月5日の対横浜DeNA戦では6回同点から登板し、二死二塁とした所でアレックス・ラミレスに四球を出すと降板させられ、代わった藤田太陽が勝ち越し打を打たれてホールドを消された。4月6日に左肘痛のため二軍へ降格、一軍登板は2試合に終わった。4月11日群馬県館林市内の病院で精密検査を受け、軽度の左肘靭帯損傷と診断された。6月5日のイースタン・リーグ チャレンジ・マッチの対読売戦でフューチャーズの一員として登板し、実戦復帰した。6月15日に二軍公式戦にも復帰し、以降9月24日まで23試合(先発1試合)に登板した。みやざきフェニックスリーグでは再び先発に挑戦し、2試合10イニングを投げ3失点だった。
2014年はクリス・カーペンターの左膝負傷により4月23日に一軍へ昇格、4月24日の対広島東洋カープ戦で7回3点ビハインド一死一三塁から登板し、廣瀬純に犠飛、四球を挟み小窪哲也にスリーランホームランを浴び4点を失い降板。5月5日に抹消され、この1試合が東京ヤクルトスワローズでの最後の一軍登板となった。イースタン・リーグでは3試合に先発し19回1/3を投げ防御率3.26、中継ぎは16試合に登板し防御率3.28、WHIP1.30の成績だった。

### ソフトバンク時代
2014年7月20日に、新垣渚・山中浩史との交換トレードで、川島慶三と共に福岡ソフトバンクホークスへ移籍。背番号は40。7月25日に福岡 ヤフオク!ドームで行われたウエスタン・リーグの対オリックス戦で移籍後初出場し、7回から2イニングを投げ4者連続三振と好投し無失点に抑えた。8月15日に一軍へ初昇格し、同日の対オリックス戦で8回5点ビハインドから移籍後初登板を果たし、先頭四球から一死二塁として迎えた平野恵一のセカンドゴロを明石健志が後逸してタイムリーエラーとなり1失点。続く安達了一の強烈な打球を明石が今度は好捕したが、自身がボークを取られ一死二塁から仕切り直しとなり、レフト前へ安打され一三塁、糸井嘉男のセカンドゴロ間に2点目を奪われ、1回を投げ2失点(自責0)という結果だった。試合後に二軍降格が決まり、一軍出場は1試合に終わった。ウエスタン・リーグでは中継ぎで10試合に登板し、防御率1.46、WHIP0.97を残した。
2015年は一軍公式戦への登板機会がなく、10月4日に球団から戦力外通告を受けた。

### ソフトバンク退団後
2015年11月10日には、シートバッティング形式の12球団合同トライアウト（草薙球場）に参加。1四球を与えたものの、打者3人を無失点に抑えた。

## プレースタイル
球の出所が見にくく、バランスの良いフォームで、小さめのテイクバックを取り、柔らかい腕の振りから角度がありキレ味抜群の平均球速約139km/h、最速145km/hのストレートにカーブを織り交ぜて緩急を効かせつつ、追い込むとスライダー、フォークボール、で奪三振を量産する左腕。将来性が期待されている。他の球種はチェンジアップ、シュートがある。
マウンド上で調子が表情に出やすいタイプだったと高校時代の監督・河本啓靖が述べている。
プロ入り前は遠投110メートルで、50メートル走のタイムは6秒5だった。

## 人物
学生時代は漁師の父が舵を取る「日新丸」に乗船して海流の激しい豊後水道で漁を手伝い、足腰を鍛えた。
プロ指名後の会見での目標とする選手は工藤公康、大分県出身の選手では内川聖一を挙げた。少年時代はホークスファンで小学生の頃に福岡ドームの外野席で観戦していた。

## 詳細情報

### 年度別投手成績
| 年 度     | 球 団        | 登 板 | 先 発 | 完 投 | 完 封 | 無 四 球 | 勝 利 | 敗 戦 | セ 丨 ブ | ホ 丨 ル ド | 勝 率 | 打 者 | 投 球 回 | 被 安 打 | 被 本 塁 打 | 与 四 球 | 敬 遠 | 与 死 球 | 奪 三 振 | 暴 投 | ボ 丨 ク | 失 点 | 自 責 点 | 防 御 率 | W H I P |
| --------- | ------------ | ----- | ----- | ----- | ----- | -------- | ----- | ----- | -------- | ----------- | ----- | ----- | -------- | -------- | ----------- | -------- | ----- | -------- | -------- | ----- | -------- | ----- | -------- | -------- | ------- |
| 2011      | ヤクルト     | 16    | 0     | 0     | 0     | 0        | 2     | 0     | 0        | 1           | 1.000 | 57    | 12.0     | 17       | 1           | 6        | 0     | 0        | 13       | 0     | 0        | 9     | 9        | 6.75     | 1.92    |
| 2012      | ヤクルト     | 66    | 0     | 0     | 0     | 0        | 3     | 2     | 0        | 15          | .600  | 213   | 51.1     | 41       | 2           | 21       | 0     | 1        | 40       | 1     | 0        | 19    | 17       | 2.98     | 1.21    |
| 2013      | ヤクルト     | 2     | 0     | 0     | 0     | 0        | 0     | 1     | 0        | 0           | .000  | 10    | 1.2      | 3        | 0           | 2        | 0     | 0        | 1        | 0     | 0        | 3     | 3        | 16.20    | 3.13    |
| 2014      | ヤクルト     | 1     | 0     | 0     | 0     | 0        | 0     | 0     | 0        | 0           | ----  | 4     | 0.2      | 1        | 1           | 1        | 0     | 0        | 0        | 0     | 0        | 2     | 2        | 27.00    | 3.00    |
| 2014      | ソフトバンク | 1     | 0     | 0     | 0     | 0        | 0     | 0     | 0        | 0           | ----  | 6     | 1.0      | 1        | 0           | 1        | 0     | 0        | 0        | 0     | 1        | 2     | 0        | 0.00     | 2.00    |
| '14計     | ソフトバンク | 2     | 0     | 0     | 0     | 0        | 0     | 0     | 0        | 0           | ----  | 10    | 1.2      | 2        | 1           | 2        | 0     | 0        | 0        | 0     | 1        | 4     | 2        | 11.25    | 2.50    |
| 通算：4年 | 通算：4年    | 86    | 0     | 0     | 0     | 0        | 5     | 3     | 0        | 16          | .625  | 290   | 66.2     | 63       | 4           | 31       | 0     | 1        | 54       | 1     | 1        | 35    | 31       | 4.19     | 1.41    |

### 記録
- 初登板：2011年4月12日、対読売ジャイアンツ1回戦（宇部市野球場）、8回裏に3番手で救援登板、1/3回を3失点
- 初奪三振：同上、8回裏に坂本勇人から空振り三振
- 初ホールド：2011年9月10日、対阪神タイガース15回戦（明治神宮野球場）、6回表1死に3番手で救援登板、2/3回無失点
- 初勝利：2011年9月27日、対阪神タイガース17回戦（明治神宮野球場）、5回表に2番手で救援登板、2回無失点

### 背番号
- 45 （2009年 - 2014年途中）
- 40 （2014年途中 - 2015年）